# Comano, Ticino
Comano är en ort och kommun  i distriktet Lugano i kantonen Ticino, Schweiz. Kommunen har 2 183 invånare (2023).